# Самарка (річка)
Самарка — річка у Близнюківській селищній громаді Лозівського району та Барвінкіській міській громаді Ізюмського району Харківської області, права притока Бритая (басейн Сіверського Дінця).

## Опис
Довжина 16 км, похил річки — 4,1 м/км. Формується з декількох безіменних струмків. Площа басейну 89,7 км².

## Розташування
Самарка бере початок на західній стороні від села Рижове. Тече переважно на північ через село Мечебилове. На відстані 0,5 км від каналу Дніпро — Донбас впадає в річку Бритай, праву притоку Береки.

## Притоки
Від витоків до гирла:
- Балка Бурти — правий витік у Близнюківській громаді на заході від села Рижкове[2]
- Балка Данилина — права притока у Близнюківській громаді на північному заході від села Рижове[3]
- Балка Берестова — ліва притока у Близнюківській громаді[4]
- Балка Байрак — ліва притока у Близнюківській громаді, впадає на півдні від села Алісівка[5]
- Балка Широка — ліва притока у Близнюківській громаді, впадає на північному сході від села Алісівка[6]
- Балка Крута — права притока на межі Барвінківської і Близнюківської громад, впадає у Самарку південніше села Мечебилове[7]
- Балка Рясна — ліва притока у Лозівській та Барвінківській міських громадах. Бере початок у селі Нова Мечебилівка, тече переважно на північний схід і впадає у Самарку на південно-західній околиці села Мечебилове[8]
  - Балка Красна — притока балки рясної у Лозівській міській громаді, впадає на півночі від села Нова Мечебилівка[9]